# Юність-Мінськ
Хокейний клуб «Юність-Мінськ» — хокейний клуб з м. Мінська, Білорусь. Заснований у 1975 році. Виступає у чемпіонаті Вищої хокейної ліги. 
Домашні ігри команда проводить у Мінському льодовому Палаці спорту (1823). Кольори клубу: червоний, білий і чорний.

## Історія
Спортивна дитячо-юнацька школа олімпійського резерву «Юність» була створена в 1 вересня 1975 року. Двічі вона визнавалась найкращою спеціалізованою школою в СРСР — в 1989 і 1990 роках.
На базі СДЮШОР «Юність» в цілях реалізації державної програми розвитку хокею Мінський міський виконавчий комітет 19 березня 2003 року заснував і зареєстрував некомерційну державну установу «Хокейний клуб «Юність-Мінск».
Професіональна команда «Юність–Мінськ» є шестиразовим чемпіоном Республіки Білорусь сезонів 2003—04, 2004—05, 2005—06, 2008—09, 2009—10, 2010—11, срібним призером 2007—08, бронзовим призером 2006—07 і володарем Кубка Республіки Білорусь 2004 і 2009 років.
В січні 2007 року хокейна команда «Юність-Мінськ» вперше в історії білоруського хокею стала володарем Континентального кубка ІІХФ.

## Досягнення
Чемпіонат Білорусі
- Чемпіон (11): 2004, 2005, 2006, 2009, 2010, 2011, 2016, 2019, 2020, 2021, 2025
- Срібний призер (5): 1999, 2008, 2014, 2015, 2017
- Бронзовий призер (1): 2007

Кубок Білорусі
- Володар Кубка Білорусі (8): 2004, 2009, 2010, 2011, 2014, 2016, 2020, 2024

Континентальний кубок
- Володар Континентального кубка (3): 2007, 2011, 2018
- Срібний призер (1): 2010

## Арена
В наявності клубу два льодові майданчики 60 х 31 м і 18 х 9; трибуни на 767 місць. На підземному рівні розташовані роздягальні, складські і технологічні ппримічення. Арена «Юність-Мінськ» знаходиться в парку імені Горького в Мінську. Ковзанка була збудована у 1976 році за проєктом архітекторів Юрія Григор'єва і Володимира Бабашкіна.
Поле має розміри 100 х 60 м. Має синтетичне покриття фірми «Desso DLV Sports Systems» (Нідерланди), а також трибуни на 518 місць.